# Хайро Веласко мол.
Хайро Веласко мол. (ісп. Jairo Velasco Jr.; нар. 21 січня 1974) — колишній іспанський тенісист.
Найвищим досягненням на турнірах Великого шолома було 3 коло в парному розряді.

## Фінали турнірів ATP за кар'єру

### Парний розряд: 1 (0–1)
| Результат | W-L | Рік      | Турнір           | Покриття | Партнер               | Суперники                    | Рахунок       |
| --------- | --- | -------- | ---------------- | -------- | --------------------- | ---------------------------- | ------------- |
| Поразка   | 0–1 | Лют 2000 | Марсель, Франція | Тверде   | Хуан Ігнасіо Карраско | Сімон Аспелін Юган Ландсберг | 6–7(2–7), 4–6 |

## Титули на челленджерах

### Парний розряд: (8)
| Ранг | Рік  | Турнір                   | Покриття | Партнер               | Суперники                        | Рахунок                 |
| ---- | ---- | ------------------------ | -------- | --------------------- | -------------------------------- | ----------------------- |
| 1.   | 1998 | Брашов, Румунія          | Ґрунт    | Хуан Ігнасіо Карраско | Томаш Цибулець Леош Фридль       | 6–4, 3–6, 6–2           |
| 2.   | 1998 | Мая, Португалія          | Ґрунт    | Хуан Ігнасіо Карраско | Крістіан Бранді Стефен Нотебом   | 7–5, 6–4                |
| 3.   | 1999 | Хошимін, В'єтнам         | Тверде   | Хуан Ігнасіо Карраско | Джастін Бовер Джейсон Вейр-Сміт  | 6–4, 6–4                |
| 4.   | 1999 | Безансон, Франція        | Тверде   | Хуан Ігнасіо Карраско | Мартін Гарсія Крістіану Теста    | 6–1, 7–6(7–4)           |
| 5.   | 1999 | Каїр, Єгипет             | Ґрунт    | Хуан Ігнасіо Карраско | Алекс Лопес Морон Альберт Портас | 6–7(6–8), 6–4, 7–6(7–5) |
| 6.   | 1999 | Андорра                  | Тверде   | Хуан Ігнасіо Карраско | Скотт Гамфріс Петер Нюборґ       | 7–5, 7–6(9–7)           |
| 7.   | 2001 | Барлетта, Італія         | Ґрунт    | Херман Пуентес        | Томас Беренд Михайло Южний       | 6–1, 1–0 RET            |
| 8.   | 2001 | Менхенгладбах, Німеччина | Ґрунт    | Єнс Кніппшильд        | Вім Нефс Д'ялмар Сістерманс      | 6–3, 6–3                |